# Федорково (Парфинский район)
Федорково — деревня в Парфинском районе Новгородской области. Административный центр Федорковского сельского поселения.
Расположена на левом берегу реки Ловать, у автодороги Старая Русса — Парфино. В районе деревни имеется автомобильный мост через Ловать. Центр района — посёлок Парфино — расположен на другой стороне реки, напротив деревни.
В деревне есть средняя школа, детский приют «Росток», клуб, магазины. Спортивный клуб «Садко», Стадион. Медпункт. Администрация сельского поселения. Почта.
| 2010 |
| ---- |
| 1134 |

## Примечания

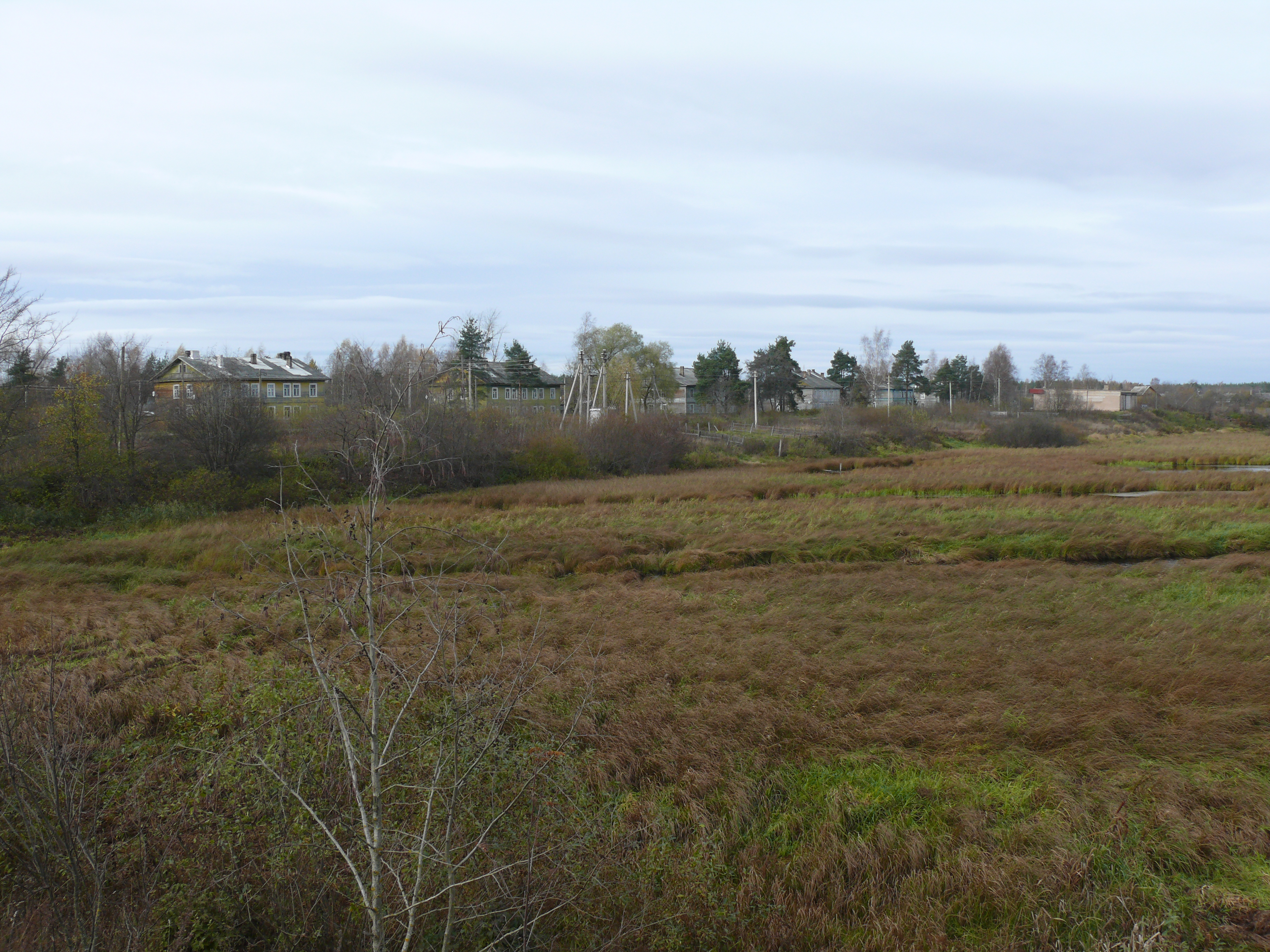
Вид на Федорково с автодороги Старая Русса—Парфино

## Улицы
В селе имеются следующие улицы :
| - Железнодорожная - Железнодорожный (переулок) - Заводская - Комсомольская - Красноармейская - Лесная - Лесной (переулок) - Мира - Новая - Новый (переулок) - Олимпийская - Профсоюзная | - Рабочая - Рабочий (переулок) - Садовая - Садовый (переулок) - Советская - Советский 1-й (переулок) - Советский 2-й (переулок) - Советский 3-й (переулок) - Старорусская - Трудовая - Трудовой (переулок) - Фестивальная |  |